# Jakarta Challenger 1992
Il Jakarta Challenger 1992 è stato un torneo di tennis facente parte della categoria ATP Challenger Series nell'ambito dell'ATP Challenger Series 1992. Il torneo si è giocato a Giacarta in Indonesia dal 3 al 9 febbraio 1992 su campi in terra rossa.

## Vincitori

### Singolare
Claudio Pistolesi ha battuto in finale  Simon Youl con il punteggio di 1–6, 6–3, 6–2

### Doppio
Mark Koevermans /  Leonardo Lavalle hanno battuto in finale  Jacco Eltingh /  Tom Kempers per walkover